# Bryne Fotballklubb 1983
Questa voce raccoglie le informazioni riguardanti il Bryne Fotballklubb nelle competizioni ufficiali della stagione 1983.

## Rosa
| N. |                     | Ruolo | Calciatore           |
| -- | ------------------- | ----- | -------------------- |
|    | Norvegia (bandiera) | P     | Per Egil Nygård      |
|    | Norvegia (bandiera) | P     | Odd Kåre Røgenes     |
|    | Norvegia (bandiera) | D     | Birk Engstrøm        |
|    | Norvegia (bandiera) | D     | Knut Ertesvåg        |
|    | Norvegia (bandiera) | D     | Tor Fosse            |
|    | Norvegia (bandiera) | D     | Oddvar Kristensen    |
|    | Norvegia (bandiera) | D     | Oddgeir Mellomstrand |
|    | Norvegia (bandiera) | D     | Trond Sirevåg        |
|    | Norvegia (bandiera) | C     | Gaute Engstrøm       |
|    | Norvegia (bandiera) | C     | Paal Fjeldstad       |
|    | Norvegia (bandiera) | C     | Johnny Gilje         |

| N. |                     | Ruolo | Calciatore            |
| -- | ------------------- | ----- | --------------------- |
|    | Norvegia (bandiera) | C     | Geir Herrem           |
|    | Norvegia (bandiera) | C     | Kjell Iversen         |
|    | Norvegia (bandiera) | C     | Ståle Olsen           |
|    | Norvegia (bandiera) | C     | Rune Ottesen          |
|    | Norvegia (bandiera) | C     | Trond Totland         |
|    | Norvegia (bandiera) | C     | Sverre Kristian Vaule |
|    | Norvegia (bandiera) | A     | Gabriel Høyland       |
|    | Norvegia (bandiera) | A     | Bernt Mæland          |
|    | Norvegia (bandiera) | A     | Stig Norheim          |
|    | Norvegia (bandiera) | A     | Svein Åge Skjæveland  |

## Risultati

### Campionato

#### Girone di andata
| Bryne 24 aprile 1983 | Bryne | 5 – 1 | Mjøndalen | Bryne Stadion |

| Bergen 16 maggio 1983 | Brann | 0 – 0 | Bryne | Brann Stadion |

| Narvik 19 giugno 1983 | Bryne | 2 – 1 | Viking | Narvik Stadion |

#### Girone di ritorno
| Nedre Eiker 1º agosto 1983 | Mjøndalen | 0 – 3 | Bryne | Nedre Eiker Stadion |

| Bryne 21 agosto 1983 | Bryne | 0 – 2 | Brann | Bryne Stadion |

| Ulstein 2 ottobre 1983 | Viking | 1 – 0 | Bryne | Høddvoll Stadion |